# Argentijnse militaire dictatuur
De Argentijnse militaire dictatuur (Spaans: Proceso de Reorganización Nacional) was een militaire dictatuur in Argentinië tussen 1976 en 1983.

## Achtergrond

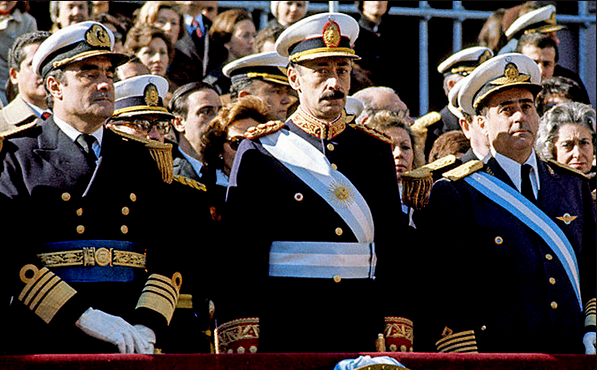
Jorge Videla (midden) tijdens een militaire parade in Buenos Aires (1978).

In Argentinië was de Vuile Oorlog al bezig sinds de dood van Juan Perón (1974). Zijn weduwe, Isabel Martínez de Perón, volgde hem op als staatshoofd. Het einde van de regering van Juan Perón en de periode dat Isabel Perón staatshoofd was, werden gekenmerkt door onrusten in het land. Extreemlinkse groeperingen, zoals de Montoneros, zorgden voor kidnappingen en bomaanslagen. Op 24 maart 1976 werd de regering-Isabel Perón omvergeworpen door de rechtse militaire junta van generaal Jorge Videla.

## Politieke situatie
Videla werd president. De dictatuur werd gekenmerkt door gedwongen verdwijningen en illegale arrestaties. Videla stond voor een sterke politiemacht. Tegenspraak werd direct onderdrukt. Videla zelf zou tot 1981 president blijven. Hij werd opgevolgd door Roberto Eduardo Viola Prevedini. Daarna volgden nog vier presidenten in een jaar tijd. Reynaldo Bignone was de laatste president van de dictatuur. Nadat de militaire dictatuur de Falklandoorlog had verloren tegen Groot-Brittannië werden democratische verkiezingen gehouden. Raúl Alfonsín werd president. In 1983 werden Videla en zijn kompanen voor de rechtbank gebracht voor misdaden tegen de menselijkheid.